# Aretusa (torpediniera)
L’Aretusa è stata una torpediniera della Regia Marina e successivamente una corvetta della Marina Militare.

## Storia
Subito dopo l'entrata in servizio fu assegnata alla 1ª squadriglia torpediniere dipendente dalla Divisione Scuola Comando di Augusta; nel 1939 fu trasferita alla 12ª squadriglia alle dipendenze del Comando Superiore della Marina di Libia.

### Seconda guerra mondiale
All'ingresso dell'Italia nel secondo conflitto mondiale la nave faceva parte della I Squadriglia Torpediniere di base a Messina, che formava insieme alle gemelle Alcione, Airone ed Ariel. Operò in compiti di scorta convogli in Mar Egeo e da e per il Nordafrica.
Il 29 luglio 1940, nell'ambito dell'operazione «Trasporto Veloce Lento», l’Aretusa e le altre tre torpediniere della I Squadriglia vennero inviate a rafforzare la scorta – torpediniere Circe, Clio, Climene e Centauro della XIII Squadriglia – di un convoglio composto dal piroscafo passeggeri Marco Polo e dagli incrociatori ausiliari Città di Palermo e Città di Napoli, in navigazione da Napoli a Bengasi.
Nella notte tra il 5 ed il 6 settembre 1940 l’Aretusa effettuò la posa di uno sbarramento di 56 mine nelle acque della Valletta insieme alle gemelle Alcione, Ariel ed Altair.
Tra il 31 ottobre ed il 1º novembre dello stesso anno Andromeda, Antares, Altair ed Aretusa avrebbero dovuto appoggiare le «Forze Navali Speciali» nelle operazioni di sbarco a Corfù, ma tale sbarco venne cancellato poco dopo la partenza delle navi dalla base; le truppe imbarcate sulle unità da sbarco (due vetusti incrociatori, altrettanti anziani cacciatorpediniere, undici vecchie torpediniere, quattro incrociatori ausiliari, tre navi da sbarco e quattro MAS) vennero trasportate da queste a Valona.
Nel corso del 1941 la torpediniera venne modificata con l'eliminazione delle poco efficaci mitragliere da 13,2 mm e la loro sostituzione con 8 armi da 20/65 mm. Vennero inoltre imbarcati altri due lanciabombe di profondità.
Il 2 gennaio l’Aretusa salpò da Valona per scortare a Durazzo i piroscafi Albano e Caterina, ma alle 15.49 di quel giorno l’Albano urtò una mina e s'inabissò ad una decina di miglia da Durazzo; la torpediniera trasse in salvo 35 dei 40 uomini a bordo del piroscafo.
Il 4 maggio Aretusa, Altair e Antares, insieme all'incrociatore ausiliario Barletta, lasciarono Brindisi e scortarono il convoglio che sbarcò il corpo di spedizione italiano ad Argostoli (Cefalonia).
Il 22 luglio l’Aretusa effettuò un'azione antisommergibile il cui risultato non poté essere accertato.
Il 29 novembre l’Aretusa lasciò Navarino per Bengasi scortando, insieme alla torpediniera Pegaso, la nave cisterna Volturno; nel corso della stessa giornata la Volturno venne danneggiata dall'aviazione maltese e costretta a tornare in porto.
Nella notte tra il 13 ed il 14 dicembre l’Aretusa e la gemella Lince furono inviate ad aggregarsi ai cacciatorpediniere Vivaldi, da Noli, Aviere, Geniere, Carabiniere e Camicia Nera nella scorta alla corazzata Vittorio Veneto durante la navigazione di ritorno verso Taranto, dopo il siluramento della nave da battaglia da parte di un sommergibile inglese durante l'operazione di traffico «M 41».
Alle 15:00 del 3 gennaio 1942 l’Aretusa, nell'ambito dell'operazione «M 43», salpò da Taranto per scortare a Tripoli, insieme alle torpediniere Castore, Orsa ed Antares, la moderna motonave Monviso e la grande motonave cisterna Giulio Giordani, in quella che sarebbe stata l'ultima missione operativa della corazzata Giulio Cesare; il convoglio giunse indenne a destinazione il 5 gennaio.
Il 31 gennaio la torpediniera compì una nuova azione antisom, senza tuttavia poterne verificare gli esiti.
Il 5 febbraio l'unità, insieme alla torpediniera Orsa, diede la caccia ad un sommergibile che aveva infruttuosamente attaccato, al largo di Capo San Vito, la motocisterna Rondine.
Il 7-9 marzo la torpediniera avrebbe dovuto far parte della scorta di tre convogli per la Libia nell'ambito dell'operazione «V 5», ma venne rimpiazzata dal cacciatorpediniere Scirocco.
Il 12 marzo l’Aretusa diede caccia ad un sommergibile, ma non fu possibile constatarne i risultati.
Il 23 giugno dello stesso anno l’Aretusa e l’Antares rilevarono il cacciatorpediniere Turbine e la torpediniera Partenope nella scorta alla motonave Mario Roselli che, danneggiata da aerosiluranti mentre era in rotta per Bengasi, rientrava a Taranto a rimorchio della torpediniera Orsa ed assistita dai rimorchiatori Gagliardo, Pluto, Fauna e Portoferraio.
Il 17 ottobre la nave salpò da Brindisi di scorta, insieme alla torpediniera Orsa, alla motonave Monginevro; il convoglio si unì poi alla motonave Ankara che viaggiava scortata dai cacciatorpediniere Aviere, Geniere e Camicia Nera, mentre l'indomani la scorta venne rinforzata con l'invio di un altro cacciatorpediniere, l’Alpino. Verso la fine della navigazione il convoglio si divise: mentre le altre navi dirigevano per Bengasi, Alpino, Ankara, Orsa ed Aretusa raggiunsero Tobruk, dopo aver superato indenni due attacchi di aerosiluranti.
Il 30 novembre, alle undici di sera, lasciò Napoli per scortare a Tripoli, insieme alle torpediniere Lupo, Ardito e Sagittario, il convoglio «C», formato dai piroscafi Chisone, Veloce e Devoli. Intorno alle otto di sera del 2 dicembre il convoglio fu attaccato da quattro aerosiluranti Fairey Albacore dell'821° ed 828° Squadron di Malta: l’Aretusa distrusse con il proprio armamento uno degli aerosiluranti, ed anche il piroscafo Veloce riuscì con le proprie mitragliere ad abbattere un velivolo, ma alle 20.15 fu colpito da un siluro che lo incendiò. La torpediniera Lupo rimase sul posto per fornire assistenza, mentre il resto del convoglio proseguì verso la propria destinazione. Tra le 23.30 e la mezzanotte Lupo e Veloce furono attaccati dalla Forza K britannica ed affondati dopo un impari combattimento. Il resto del convoglio giunse a Tripoli alle sette di sera del 3 dicembre.
Il 13 aprile 1943, durante un bombardamento aereo, l'Aretusa fu centrata e gravemente danneggiata da bombe di aerei presso Favignana, sulle cui coste fu portata ad incagliarsi; recuperata fu rimorchiata a Palermo per le necessarie riparazioni.
Dopo lunghe riparazioni, la nave tornò operativa il 1º agosto 1943, con base a Napoli ed inquadrata con Sirio, Lince, Sagittario, Clio e Cassiopea nella 1ª squadriglia torpediniere dipendente dalla 5ª Divisione Navale.
Comandanti
Tenente di vascello Mario Castelli Della Vinca (nato a Bologna il 21 luglio 1908)
Capitano di corvetta Roberto Guidotti (nato il 26 dicembre 1910)

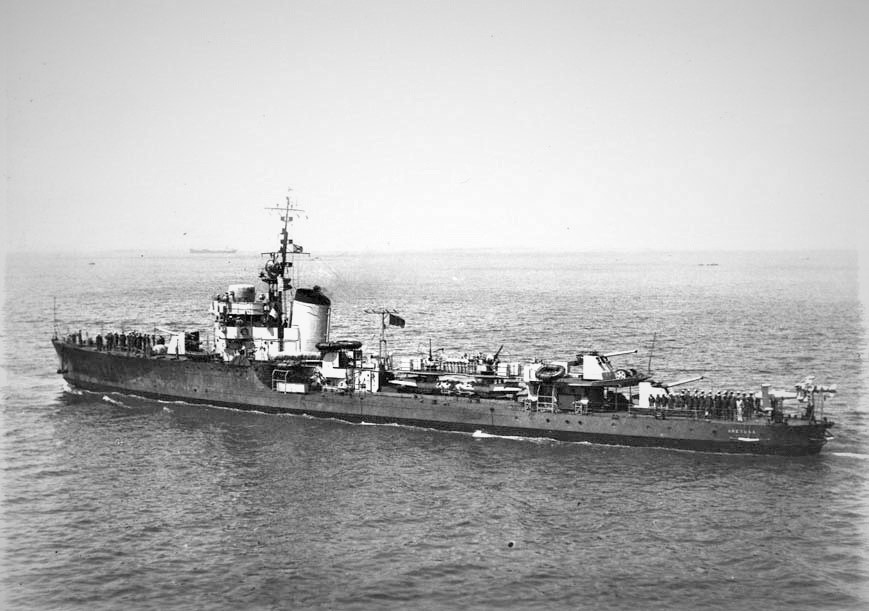
LAretusa con i colori della cobelligeranza

### Cobelligeranza
Dopo l'armistizio riuscì a raggiungere un porto sotto il controllo alleato.
Nell'autunno del 1943 l'unità prese parte alle operazioni di evacuazione delle truppe italiane rimaste bloccate nei Balcani.
Durante la cobelligeranza (1943-1945) l’Aretusa fu inoltre impiegata in missioni di scorta convogli per conto degli Alleati.

### Servizio nella Marina Militare
Nel dopoguerra l'unità fu tra le navi lasciate all'Italia dal trattato di pace e venne quindi incorporata nella Marina Militare e inquadrata nella 3ª squadriglia torpediniere alle dipendenze del Comando Superiore delle siluranti.
Dal dicembre 1952 l’Aretusa venne sottoposta per circa 10 mesi ad importanti lavori di ammodernamento e cambio dell'armamento al termine dei quali venne riclassificata corvetta veloce: vennero rimossi i quattro tubi lanciasiluri ed uno dei cannoni da 100/47 mm, mentre fu installato un lanciatore antisommergibile «Porcospino». In seguito all'ingresso dell'Italia nella NATO la nave ricevette inoltre (1953) la nuova sigla identificativa F 556.
La nave prese parte ad esercitazioni con le forze NATO.
Nel 1958 l’Aretusa subì ulteriori ammodernamenti, quali l'eliminazione dei due rimanenti pezzi da 100 mm, sostituiti con 2 mitragliere singole da 40/60 mm Mk 3.
Radiata il 1º agosto 1958, l'unità venne quindi avviata alla demolizione.